# Audrey Williamson
Audrey Williamson (née le 28 septembre 1926 à Bournemouth et décédée le 29 avril 2010 à Rhos-on-Sea) est une athlète britannique spécialiste du 200 mètres. Elle est médaillée d'argent aux Jeux olympiques de 1948.

## Biographie
Audrey Doreen Swayne Williamson fait partie de l'ATS, la branche féminine de la British Army. Ce n'est que 10 semaines avant les Jeux qu'elle court pour la première fois un 200 mètres en compétition. C'est donc de façon inattendue qu'elle prend la 2e place en finale du 200 m, derrière la Néerlandaise Fanny Blankers-Koen, après avoir terminé première ex aequo de sa demi-finale en 24 s 9 (vent favorable).
Elle concourt ensuite jusqu'en 1954, remportant de nombreuses compétitions militaires, mais sans plus jamais retrouver son niveau de 1948, et n'est plus sélectionnée dans une compétition majeure.

### Palmarès
| Date | Compétition           | Lieu    | Résultat | Performance |
| ---- | --------------------- | ------- | -------- | ----------- |
| 1948 | Jeux olympiques d'été | Londres | 2e       | 25 s 1      |

### Records
| Épreuve    | Performance | Lieu    | Date |
| ---------- | ----------- | ------- | ---- |
| 200 mètres | 25 s 1      | Londres | 1948 |